# مايكل هير
مايكل هير (بالإنجليزية: Michael Herr)‏ هو صحفي ومراسل عسكري ومؤلف وكاتب سيناريو أمريكي، ولد في 13 أبريل 1940 في سيراكيوز في الولايات المتحدة، وتوفي في 23 يونيو 2016 في دلهي في الولايات المتحدة.

## وصلات خارجية
- مايكل هير على موقع IMDb (الإنجليزية)
- مايكل هير على موقع الموسوعة البريطانية (الإنجليزية)
- مايكل هير على موقع ألو سيني (الفرنسية)
- مايكل هير على موقع أول موفي (الإنجليزية)
- مايكل هير على موقع قاعدة بيانات الأفلام السويدية (السويدية)
- مايكل هير على موقع ديسكوغز (الإنجليزية)
- مايكل هير على موقع قاعدة بيانات الفيلم (الإنجليزية)
- مايكل هير على موقع كينوبويسك (الروسية)